# Commissaire européen aux Relations interinstitutionnelles et à l'Administration

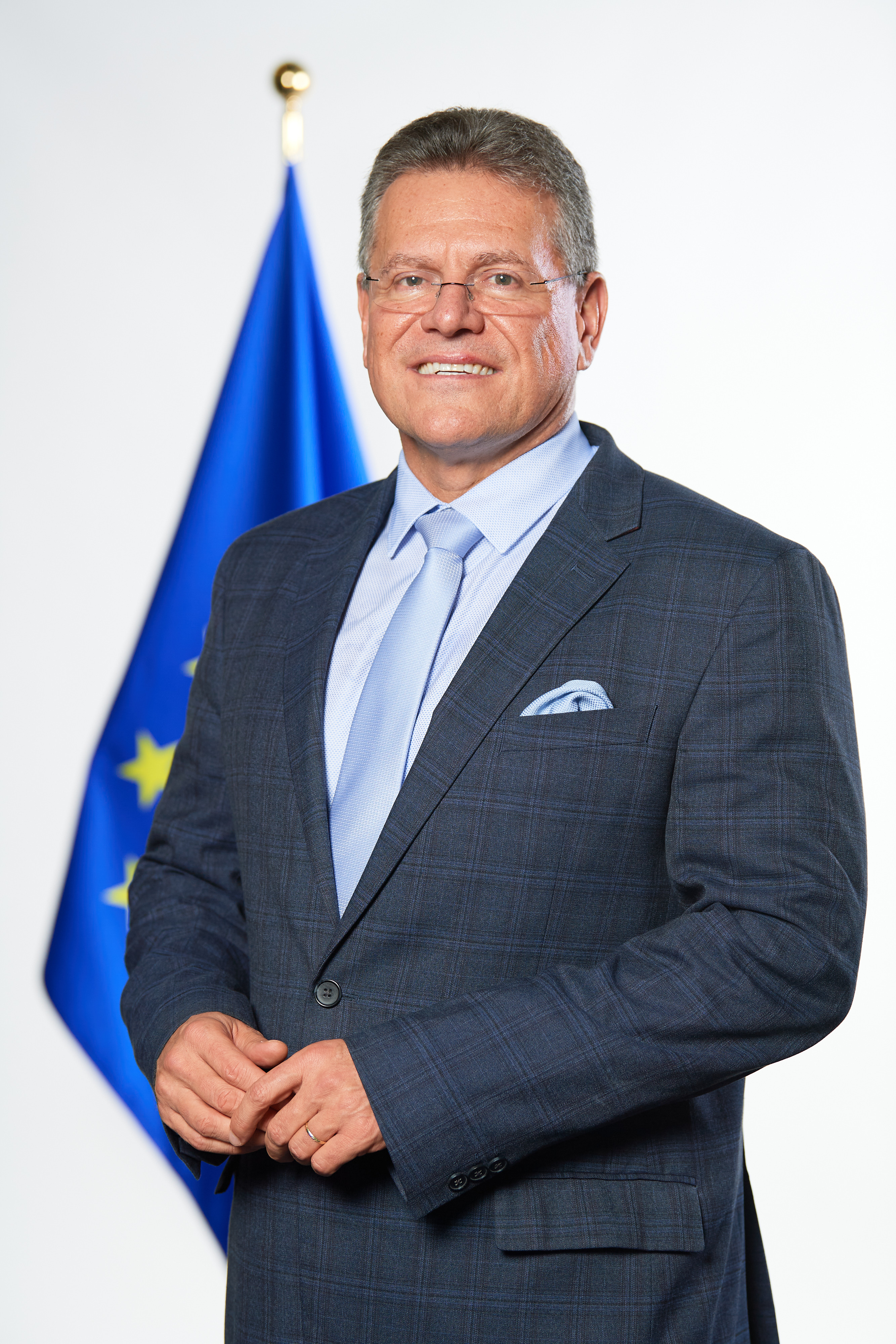
Maroš Šefčovič, commissaire européen aux Relations interinstitutionnelles et à la Transparence (depuis le 1er décembre 2019).

Le Commissaire européen chargé des Relations interinstitutionnelles et de la Transparence est le membre de la Commission européenne responsable de l'administration de la Commission, y compris de la gestion de certains de ses Services internes de la Commission européenne (en) ; en particulier la consolidation de la réforme administrative, les personnel et l'administration, les Écoles européennes et la sécurité.
Le commissaire est également responsable des services suivants : la Direction générale du personnel et de l'administration (en), l'Office de gestion et de liquidation des droits individuels, la Direction générale de l'informatique, l'Office pour les infrastructures et la logistique (en), ainsi que des relations avec l'Office européen de recrutement du personnel. L'actuel commissaire est Maroš Šefčovič.
Avant 2010, il était également responsable de l'audit et de la lutte antifraude, désormais fusionnés avec la fiscalité, mais gagne la responsabilité des relations avec les autres institutions de l'UE.
|  | Nom                          | Pays      | Durée         | Commission                       |
|  | ---------------------------- | --------- | ------------- | -------------------------------- |
|  | Frans Andriessen             | Pays-Bas  | 1981–1985     | Commission Thorn                 |
|  | Michael O'Kennedy            | Irlande   | 1981–1982     | Commission Thorn                 |
|  | Richard Burke                | Irlande   | 1982–1985     | Commission Thorn                 |
|  | Henning Christophersen       | Danemark  | 1985–1988     | Commission Delors I              |
|  | Grigoris Varfis              | Grèce     | 1986–1988     | Commission Delors I              |
|  | Antonio Cardoso e Cunha (en) | Portugal  | 1989–1993     | Commission Delors II             |
|  | João de Deus Pinheiro        | Portugal  | 1993–1994     | Commission Delors III            |
|  | Erkki Liikanen               | Finlande  | 1995–1999     | Commission Santer                |
|  | Marcelino Oreja              | Espagne   | 1995–1999     | Commission Santer                |
|  | Anita Gradin                 | Suède     | 1995–1999     | Commission Santer                |
|  | Loyola de Palacio            | Espagne   | 1999–2004     | Commission Prodi                 |
|  | Margot Wallström             | Suède     |               | Commission Barroso I             |
|  | Siim Kallas                  | Estonie   | 2004–2009     | Commission Barroso I             |
|  | Maroš Šefčovič               | Slovaquie | 2010–2014     | Commission Barroso II            |
|  | Frans Timmermans             | Pays-Bas  | 2014–2019     | Commission Juncker               |
|  | Maroš Šefčovič               | Slovaquie | 2019–en cours | Commission von der Leyen I et II |